# Daniel Bañuls
Daniel Bañuls Martínez (Alacant 1905-1947), escultor fill de Vicente Bañuls Aracil. Des de molt xicotet ja mostrava el do que tenia per a l'escultura i el dibuix quan va començar jugant al taller del seu pare. Als tretze anys va realitzar una escultura del seu pare i d'ell que va cridar molt l'atenció.
Abans d'anar a treballar freqüentava una cafeteria per desdejunar amb el seu gran amic Emilio Valera a l'Esplanada d'Espanya d'Alacant des d'on contemplava una vista esplèndida d'Alacant i la mar que ell deia el relaxava i el preparava per treballar.
La seua obra més coneguda es la Font de Llevant, situada a la plaça dels Cavalls (abans plaça de Catalunya i de la Independència), lloc emblemàtic per als alacantins on hui en dia es realitzen les mascletaes a les Fogueres de Sant Joan. Si bé té d'altres molt conegudes com ara el bust decapitat del Doctor Rico, situat al castell de Sant Ferran, el monument a Arniches, al parc de Canalejas, la màscara d'Emilio Varela, situada a la sala d'exposicions de la CAM, el tríptic de pedra de l'església de Crevillent.
A més va ser l'autor d'una obra polèmica titulada Monument dels caiguts a la Vega Baixa dedicat a l'afusellament de 51 falangistes a prop del barranc de les ovelles, que s'anava a alçar on hui es troba la fàbrica d'alumini. En ser aquests terrenys els elegits per a la factoria, el monument es va alçar, amb molta polèmica, al costat de les salines d'Aigua Amarga. Segons pareix les pedres que l'autor va utilitzar per fer aquest monument van ser les mateixes que el seu pare, Vicent Bañuls va utilitzar anys abans per a fer un monument als Màrtirs de la Llibertat afusellats a l'Esplanada d'Espanya.
Daniel Bañuls va morir el 20 d'agost de 1947 a la seua casa al carrer Aurelio Ibarra després d'una llarga malaltia. El 1966, l'Ajuntament d'Alacant va inaugurar un museu monogràfic a la mateixa casa-estudi. En record seu, existeix també un Passatge Particular Estudi Bañuls, amb una placa que diu: «El Excmo. Ayuntamiento de Alicante a Vicente Bañuls Aracil (1866-1935) y Daniel Bañuls Martínez (1905-1947), escultores alicantinos cuyas obras artísticas fueron realizadas en este lugar, un día, estudio de ambos. Alicante 28 de junio de 1966».
Durant els anys 1979 a 1983 José Ramón Clementeva realitzar una col·lecció d'audiovisuals filmats en super-8 per a l'antecessor de l'actual Institut Alacantí de Cultura Juan Gil-Albert, com a protagonistes -a més del mateix Bañuls- a Miquel Abad Miró, Manuel Baeza, Vicente Bañuls, Gastón Castelló i Bravo, José Antonio Cía Martínez, M. González Santana, Polín Laporta, Sixto Marco Marco, Enrique Lledó, José Pérez Gil, F. Pérez Pizarro, R. Ruiz Morante i Emilio Varela.